# Драган Куйович
Драган Куйович (чорн. Dragan Kujović, Драган Кујовић; 1948, Колашин — пом. 30 квітня 2010, Подгориця) — югославський і чорногорський політик.
У 1972 році він закінчив філософський факультет Сараєвського університету. Куйович працював учителем у середній школі, очолював місцеву організацію Союзу комуністів Югославії. У 80-х роках він був членом парламенту Чорногорії і Ради республік та країв СФРЮ.
У період з грудня 1996 по липень 2001 року він був міністром освіти і науки Чорногорії, яка на той час була частиною Федеративної Республіки Югославії. Він належав до Демократичної партії соціалістів, був членом та віце-спікером парламенту Республіки Чорногорія. Він виконував обов'язки Президента Республіки Чорногорія з 19 по 22 травня 2003. Він зіграв важливу роль у розробці тексту Конституції майбутнього Державного Союзу Сербії та Чорногорії.
З 2005 року він був головою комітету оборони парламенту Чорногорії.